# Пілугань
Пілугань, Пілугані (рум. Pilugani) — село у повіті Сучава в Румунії. Входить до складу комуни Пояна-Стампей.
Село розташоване на відстані 329 км на північ від Бухареста, 89 км на південний захід від Сучави, 133 км на північний схід від Клуж-Напоки.

## Населення
За даними перепису населення 2002 року у селі проживали 269 осіб, усі — румуни. Усі жителі села рідною мовою назвали румунську.